# Lijst van rijksmonumenten in Rijsoord
De plaats Rijsoord telt 11 inschrijvingen in het rijksmonumentenregister. Hieronder een overzicht.
| Object                                                                          | Oorspronkelijke functie?  | Bouwjaar                     | Architect | Locatie           | Coördinaten?                  | Nr.?   | Afbeelding                                                                      |
| ------------------------------------------------------------------------------- | ------------------------- | ---------------------------- | --------- | ----------------- | ----------------------------- | ------ | ------------------------------------------------------------------------------- |
| Boerderij "Westeinde",                                                          | Boerderij                 | 1865 (steen)                 |           | Krommeweg 1       | 51° 51' 60" NB, 4° 33' 27" OL | 32512  | Meer afbeeldingen                                                               |
| Boerderij, "Wevershoeve" (restaurant)                                           | Boerderij                 | eerste helft van de 18e eeuw |           | Noldijk 41        | 51° 51' 12" NB, 4° 33' 58" OL | 32513  | Meer afbeeldingen                                                               |
| Boerderij "Burghoeve", evenwijdig aan de dijk                                   | Boerderij                 | 1776/1777                    |           | Pruimendijk 1     | 51° 51' 1" NB, 4° 35' 47" OL  | 32514  | Meer afbeeldingen                                                               |
| Ned. Hervormde kerk                                                             | Kerk en kerkonderdeel     | 1833                         |           | Rijksstraatweg 43 | 51° 50' 52" NB, 4° 35' 55" OL | 32515  | Meer afbeeldingen                                                               |
| Pand met gepleisterde puntgevel, bekronend fronton en eenvoudige deuromlijsting | Boerderij                 | 1765                         |           | Waalweg 1         | 51° 50' 53" NB, 4° 35' 51" OL | 32516  | Pand met gepleisterde puntgevel, bekronend fronton en eenvoudige deuromlijsting |
| "het Wapen van Rijsoord"                                                        | Hotel,Café Restaurant     | ca. 1800                     |           | Rijksstraatweg 67 | 51° 50' 54" NB, 4° 35' 51" OL | 32517  | Meer afbeeldingen                                                               |
| Boerderij "Bouwlust"                                                            | Boerderij                 | 18e eeuw                     |           | Voorweg 2         | 51° 51' 44" NB, 4° 33' 51" OL | 32518  | Meer afbeeldingen                                                               |
| De Kersenboom                                                                   | Industrie- en poldermolen | 1822                         |           | Waalweg 11        | 51° 50' 58" NB, 4° 35' 39" OL | 32519  | Meer afbeeldingen                                                               |
| Boerderij met dwars woonhuis, waarachter een hoge stal                          | Boerderij                 | laatste helft 17e eeuw       |           | Waalweg 39        | 51° 51' 6" NB, 4° 35' 13" OL  | 32520  | Meer afbeeldingen                                                               |
| Pand met puntgevel bekroond door een klein, geprofileerd fronton                | Boerderij                 | laatste kwart 18e eeuw       |           | Waalweg 47        | 51° 51' 12" NB, 4° 34' 53" OL | 32521  | Meer afbeeldingen                                                               |
| Vlasroterij                                                                     | Industrie                 | 1800-1825                    |           | Pruimendijk 146   | 51° 51' 4" NB, 4° 36' 42" OL  | 516036 | Vlasroterij                                                                     |